# Masseot Abaquesne
Masseot Abaquesne (Cherbourg, 1500 circa – Sotteville-lès-Rouen, 1564) è stato un ceramista francese.

## Biografia
Attivo alla manifuttura di Rouen dal 1542 alla morte, la sua opera si concentra in una raffinata interpretazione di temi e motivi di chiara origine italiana con risultati di alto livello artistico, fra tutti la pavimentazione a piastrelle del Castello di Écouen e della Batie d'Urfé oltreché vasi da farmacia (nel 1545 ne produsse circa 5 000).
Ebbe come mecenate Anne de Montmorency.